# Hyposhada pellopsis
Hyposhada pellopsis là một loài bướm đêm thuộc phân họ Arctiinae, họ Erebidae.